# Ardachir III
Pour les articles homonymes, voir Ardachir et Ardachès.
Ardachir III, né vers 621 et mort en 630, est un souverain perse de la dynastie des Sassanides, qui règne de 628 à 630.

## Biographie
Fils de Kavadh II et d'une noble byzantine nommée Anzoi ou Boré (?), ce n'est qu'un jeune enfant de sept ans qui règne à partir de septembre 628 sous la tutelle d'un cousin de son père, Māhādharjushnas ou Māh-Adhûr Gushnasp (l'échanson), en charge « d'élever l'enfant et de l'administration du royaume ».
Selon l'historienne Parvaneh Pourshariatri, c'est sous son règne qu'interviennent les premiers raids des Arabes musulmans contre l'Empire sassanide. Ardachir III est tué au bout d'un an et demi de règne. Alors que les Khazars envahissent eux aussi l'Arménie et l'Ibérie, le général Schahr-Barâz, vaincu par eux à Uti près du lac de Gegham, se révolte. Avec l'accord d'Héraclius, il tente de rééditer le coup de force de Vahram VI et marche sur Ctésiphon avec 6 000 hommes. Il dépose et tue le jeune roi et son régent le 27 avril 630 et se fait proclamer roi .